# Brunnistock
Brunnistock är en bergstopp i Schweiz.   Den ligger i kantonen Uri, i den centrala delen av landet, 80 km öster om huvudstaden Bern. Toppen på Brunnistock är 2 952 meter över havet, eller 670 meter över den omgivande terrängen. Bredden vid basen är 11,6 km.
Terrängen runt Brunnistock är huvudsakligen mycket bergig. Närmaste större samhälle är Altdorf, 8,0 km nordost om Brunnistock. 
I omgivningarna runt Brunnistock växer i huvudsak blandskog. Runt Brunnistock är det mycket glesbefolkat, med 6 invånare per kvadratkilometer.